# Färeds socken
Färeds socken i Västergötland ingick i Vadsbo härad, ingår sedan 1971 i Mariestads kommun och motsvarar från 2016 Färeds distrikt.
Socknens areal är 13,34 kvadratkilometer allt land. År 2000 fanns här 149 invånare. Kyrkbyn Färed med sockenkyrkan Färeds kyrka ligger i socknen.

## Administrativ historik
Socknen har medeltida ursprung. 
Vid kommunreformen 1862 övergick socknens ansvar för de kyrkliga frågorna till Färeds församling. För de borgerliga frågorna bildades tillsammans med Hassle socken och Berga socken Hassle, Berga och Färeds landskommun, vilken upplöstes 1888 då för denna socken Färeds landskommun bildades. Landskommunen uppgick 1952 i Hasslerörs landskommun som 1971 uppgick i Mariestads kommun. Församlingen uppgick 2004 i Lyrestads församling.
1 januari 2016 inrättades distriktet Färed, med samma omfattning som församlingen hade 1999/2000.  
Socknen har tillhört län, fögderier, tingslag och domsagor enligt vad som beskrivs i artikeln Vadsbo härad. De indelta soldaterna tillhörde Skaraborgs regemente, Norra Vadsbo kompani.

## Geografi
Färeds socken ligger nordost om Mariestad. Socknen är en odlingsbygd med skogsbygd i väster och Fredsbergs mosse i öster. 

## Fornlämningar
Från järnåldern finns ett gravfält, stensättningar, domarringar och resta stenar. Skålgropsförekomster har påträffats.

## Namnet
Namnet skrevs 1410 Färithe och kommer från kyrkbyn. Namnet har olika tolkningar. Namnet kan ha förleden far, 'farväg' och efterleden vidher, 'skog'. Alternativt har namnet förleden fä, 'kreatur' och efterleden ed 'gångsträcka; passage mellan vatten' syftande på kyrkbyns läge mellan två mossmarker.